# Woolworth Building
Woolworth Building – jeden z najstarszych i najsłynniejszych drapaczy chmur w Nowym Jorku. Po ponad 100 latach od wzniesienia wciąż jest jednym z 50 najwyższych budynków w Stanach Zjednoczonych, jak również znajduje się w dwudziestce najwyższych wieżowców w Nowym Jorku.

## Projekt
Gmach został wzniesiony w stylu neogotyckim, zaprojektował go architekt Cass Gilbert zatrudniony przez Franka Woolwortha do stworzenia nowej siedziby firmy na Broadwayu, pomiędzy Park Place i Barclay Street na Dolnym Manhattanie, naprzeciw City Hall. Wieżowiec oddano do użytku 24 kwietnia 1913. Pierwotnie planowano wysokość 190,5 metra, ale ostatecznie budynek ma 241 m i 60 pięter. Koszt budowy wyniósł 13,5 miliona dolarów, które Woolworth zapłacił gotówką.

## Najwyższy budynek na świecie
Ze względu na rozmach i podobieństwo do europejskich katedr gotyckich, podczas ceremonii otwarcia Wielebny Pastor S. Parkers Cadman nazwał gmach „katedrą handlu”. Był najwyższym budynkiem świata do 1930 r., kiedy wzniesiono 40 Wall Street. Ten ostatni nie cieszył się zbyt długo palmą pierwszeństwa, kilka miesięcy później przewyższył go Chrysler Building. Platforma widokowa na 58. piętrze była wolno dostępna do 1945 r.

## Konstrukcja

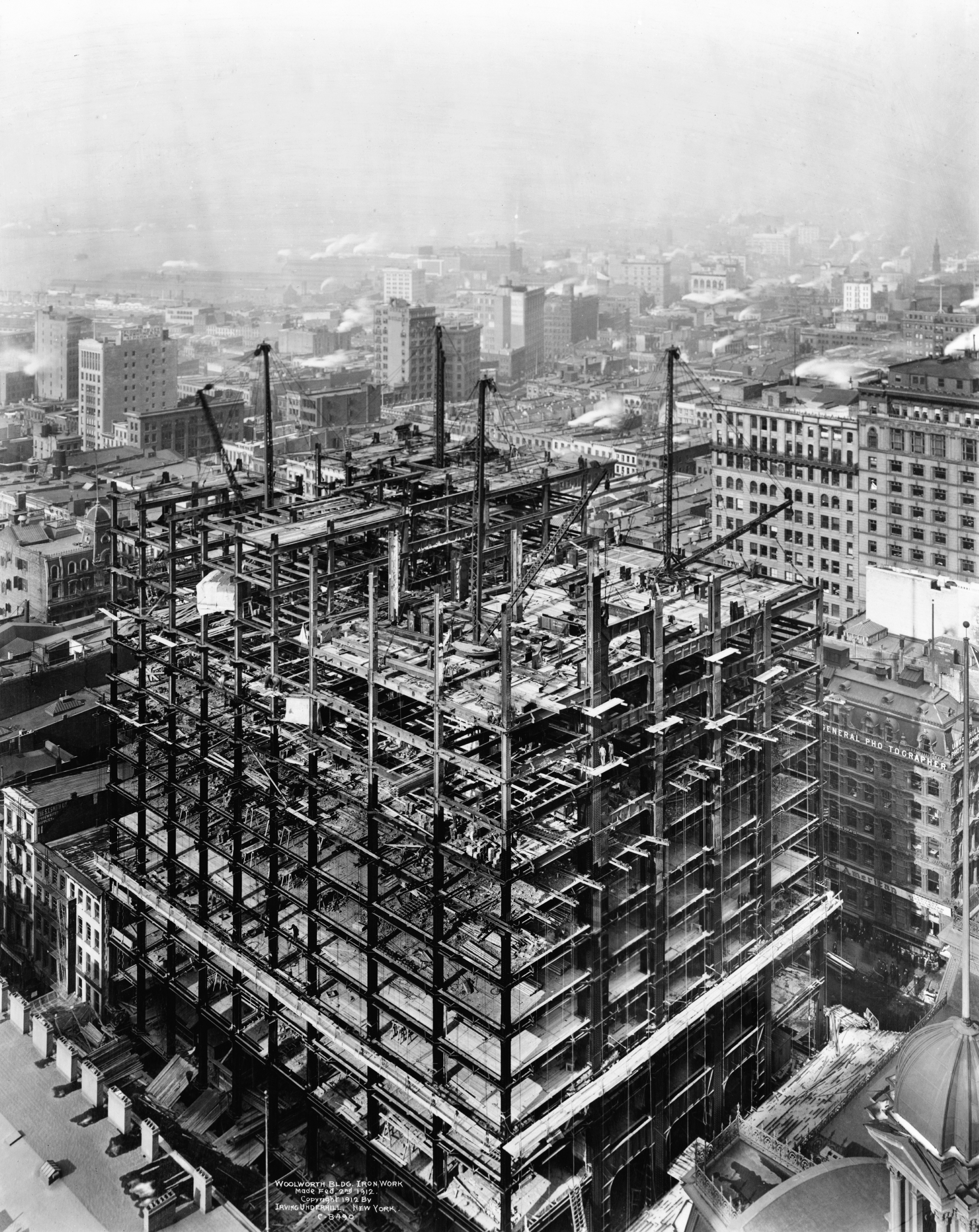
Zdjęcie z budowy

Zwrócona główną fasadą w kierunku Broadwayu wieża została wzniesiona w oparciu o trzon z wąskimi wewnętrznymi dziedzińcami wpuszczającymi światło do środka. Zewnętrzną elewację wykonano z cytrynowożółtych emaliowanych płyt terakotowych. Nad i pod oknami nie ma gzymsów, co w połączeniu z wyraźnie zaznaczonymi filarami międzyokiennymi na całej wysokości budynku doskonale podkreśla smukłość konstrukcji. Gotyckie detale skupione w najwyższej części budowli przeskalowano tak, by były wyraźnie widoczne z poziomu ulicy. Ozdobny hall w kształcie krzyża ma sklepiony sufit, podłogę i ściany pokryte mozaikami, znajdują się tam również karykaturalne rzeźby, przedstawiające m.in. Gilberta i Woolwortha. Prywatny gabinet Woolwortha, wyłożony marmurem i urządzony w stylu Empire, pozostał niezmieniony do dziś.
Inżynier Gunvald Aus zaprojektował stalową ramę wspartą na masywnych kesonach, sięgającą głęboko w ziemię, najprawdopodobniej wspierającą się bezpośrednio na granitowej skale, będącej podstawą całego Manhattanu. Windy ekspresowe były na owe czasy rozwiązaniem nowatorskim, dzięki dobremu ich rozplanowaniu budowla była niezwykle wydajna i wygodna w użytkowaniu. Wśród najemców znalazły się takie instytucje, jak bank Irving Trust czy Columbia Records, która miała w Woolworth Building swoje główne studio nagraniowe. Przy konstrukcji wieżowca pracował także polski pionier spawalnictwa oraz światowy autorytet w tej dziedzinie – Stefan Bryła.

## Właściciele

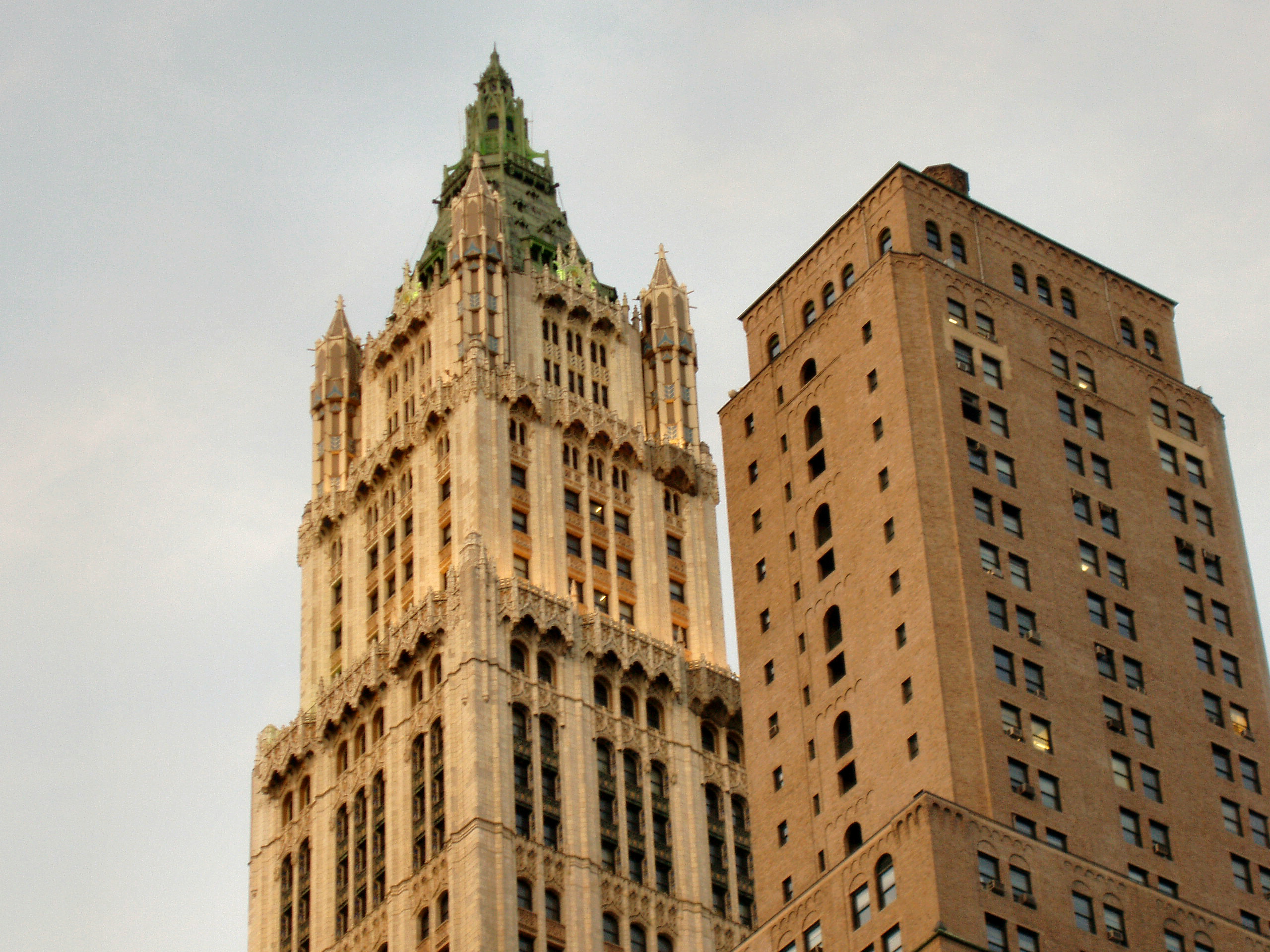
Szczyt wieży

Drapacz chmur przez 85 lat pozostawał własnością Woolworth Company w roku 1998 Ventor Group (pod taką nazwą działał wówczas F. W. Woolworth Company) sprzedała go Witkoff Group za 155 milionów dolarów.

## Po 11 września 2001
Po atakach terrorystycznych z 11 września 2001 kilka przecznic dalej, budynek był przez kilka tygodni pozbawiony prądu i dostępu do sieci telefonicznej, nie został jednak w żaden sposób bezpośrednio uszkodzony.
Z powodu zwiększonego poziomu bezpieczeństwa, dostęp do większości hallu, wcześniej często odwiedzanej atrakcji turystycznej, został ograniczony. Obecnie wśród najemców znajduje się m.in. jeden z wydziałów Uniwersytetu Nowojorskiego.